# Hypercompe pseudomus
Hypercompe pseudomus là một loài bướm đêm thuộc phân họ Arctiinae, họ Erebidae.